# Блистова (Менский район)
Блистова́ (укр. Блистова́) — село в Корюковском районе Черниговской области Украины. Население 1150 человек. Занимает площадь 4,04 км².
Код КОАТУУ: 7423081001. Почтовый индекс: 15675. Телефонный код: +380 04644.

## История
В черте села на мысу над старым руслом реки Десны (правый берег) находится городище — остатки древнерусского Блестовита, впервые упомянутого в летописи под 1151 годом. С напольной стороны городище укреплено валом и рвом. Площадка поселения почти полностью разрушена (сохранилось не более 1000 м²). Подъёмный материал — древнерусская гончарная керамика (XI—XIII вв.). В селе найден каролингский меч (тип S) с изображением Одина и воронов. Датируется второй половиной X — первой половиной XI века.
17 июля 2020 года в результате административно-территориальной реформы Блистовский сельский совет вошёл в состав Менской городской общины Корюковского района Черниговской области.